# Suku Sara Tangke
Suku Sara Tangke is een bestuurslaag in het regentschap Bener Meriah van de provincie Atjeh, Indonesië. Suku Sara Tangke telt 236 inwoners (volkstelling 2010).